# Víktor Zalgaler
Víktor Abrámovich Zalgaler (en ruso: Виктор Абрамович Залгаллер; Parfino, Óblast de Nóvgorod, 25 de diciembre de 1920-Lehavim, 2 de octubre de 2020) fue un matemático especializado en geometría y optimización, conocido por sus trabajos en poliedros convexos, programación lineal y dinámica, isoperimetría y geometría diferencial.  

## Vida

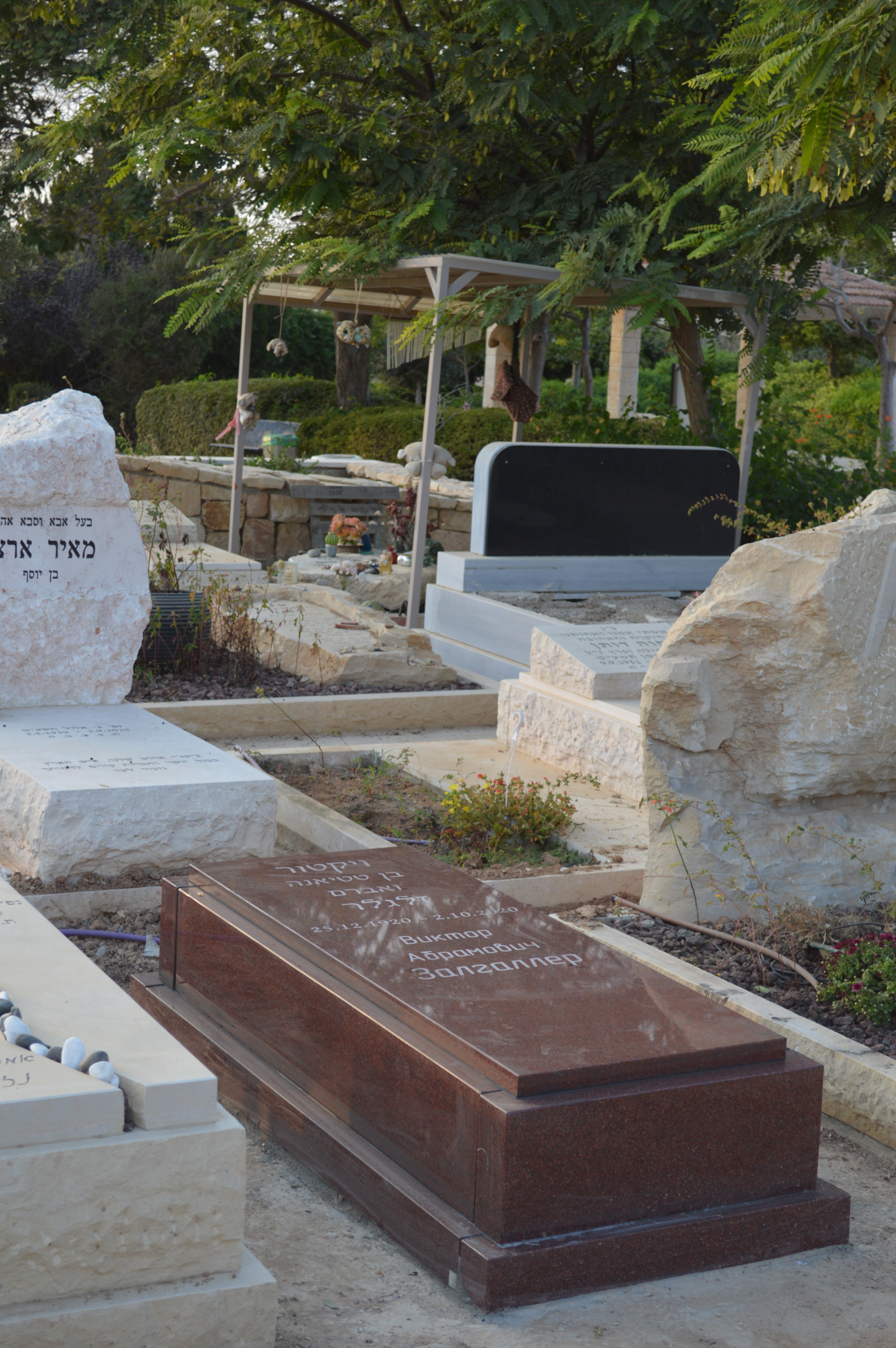
Tumba de Victor Zalgaller en el cementerio de Lehavim.

Inició sus trabajos bajo la dirección de Aleksandr Danilovich Aleksandrov y Leonid Kantoróvich. Escribió monografías compartidas con ambos. Su última monografía, Geometric Inequalities (junto a Yuri Dmitrievich Burago) es todavía la principal referencia en su campo.  
Vivió en San Petersburgo casi toda su vida, y estudió y trabajó en la Universidad Estatal de San Petersburgo y en el Instituto Steklov de Matemáticas (Saint Petersburg branch). En 1999, emigró a Israel, donde falleció dos décadas después, en 2020.